# Tadeusz Krysiński
Tadeusz Krysiński (ur. 27 września 1945 w Czyżewie) – polski piłkarz, grający na pozycji napastnika. Mistrz Polski (1973), zdobywca Pucharu Polski (1975).
Wychowanek Jagiellonii Białystok, której barwy reprezentował w IV lidze w latach 1963–1967. W 1967 przeniósł się do silniejszego klubu w mieście – Włókniarza Białystok, grającego w III lidze. W 1972 bez zgody klubu przeniósł się do mieleckiej Stali, która właśnie dążyła do swojego pierwszego mistrzostwa kraju. Jednak nie udało mu się wywalczyć miejsca w podstawowym składzie i wiosną 1973 przeniósł się do Stali Rzeszów z którą w 1975 zdobył Puchar Polski. W 1976 został zawodnikiem III-ligowych Karpat Krosno. Następnie wyjechał do Australii gdzie grał w polonijnym klubie Maribyrnong Polonia (1980-1983). W Melbourne mieszka do chwili obecnej.